# Łada (rzeka)
Łada (w górnym biegu Biała Łada) – rzeka, prawy dopływ Tanwi; płynie z Roztocza Zachodniego przez Równinę Biłgorajską w woj. lubelskim, w powiatach janowskim i biłgorajskim oraz na krótkim odcinku niżańskim (woj. podkarpackie).
Łada wypływa jako Biała Łada (dawniej Łada Polska) we wsi Chrzanów Pierwszy (część wsi Chrzanów, województwo lubelskie). W okolicy miejscowości Sól (powiat biłgorajski) rzeka przyjmuje swój największy (lewy) dopływ Czarną Ładę (dawniej Łada Ruska) i przybiera nazwę Łada. Długość Łady (od źródeł Białej Łady) wynosi 56,5 km. Płynie ona z północy na południe i przepływa m.in. przez Goraj, Wolę Radzięcką i miasto Biłgoraj. Rzeka uchodzi do Tanwi we pobliżu wsi Łazory na wysokości 170 m n.p.m.
Czarna Łada jest rzeką krótszą; płynie ze wschodu na zachód, również przepływa przez Biłgoraj, jej źródła znajdują się w okolicy wsi Margole (powiat biłgorajski, gmina Aleksandrów).
Dopływy:
- Osa